# Tricentrus spinicornis
Tricentrus spinicornis är en insektsart som beskrevs av William D. Funkhouser. Tricentrus spinicornis ingår i släktet Tricentrus och familjen hornstritar. Inga underarter finns listade i Catalogue of Life.